# Дейт, Кристофер
Кристофер Дейт (Christopher J. Date) (р. 1941) — один из крупнейших специалистов в области баз данных, в особенности в реляционной модели данных, независимый автор, лектор и консультант.
Кристофер Дейт — автор классического учебника «Введение в системы баз данных», который как стандартный текст по системам баз данных используется во многих университетах мира. Монография издана тиражом 700 тыс. экземпляров только на языке оригинала, не считая переводов.
Считается, что книга Дейта входит в «золотой фонд» компьютерной литературы, по своей значимости соответствуя таким знаменитым трудам как «Искусство программирования» Кнута, «Конструирование компиляторов» Ахо и Ульмана и немногим другим.
Второй широко известный труд Дейта (в соавторстве с Хью Дарвеном) — так называемый «Третий манифест» (Databases, Types, and The Relational Model: The Third Manifesto), излагающий подход к интеграции реляционной и объектной технологии.
Работал над развитием реляционных СУБД совместно с Эдгаром Коддом.
Перед уходом из IBM в 1983 году Дейт был вовлечён в техническое планирование и проектирование таких продуктов IBM как SQL/DS и DB2.
С 2000 по 2006 являлся одним из основных авторов статей и заметок на сайте dbdebunk.com, посвящённом острым вопросам технологий баз данных. Многие из опубликованных К. Дейтом на сайте материалов впоследствии вошли в его книги, в частности, в книгу Date on Database: Writings 2000—2006.

## Работы
- An Introduction to Database Systems. Русскоязычное издание: К. Дж. Дейт. Введение в системы баз данных = Introduction to Database Systems. — 8-е изд. — М.: «Вильямс», 2006. — С. 1328. — ISBN 0-321-19784-4.
- The Third Manifesto (with Hugh Darwen). Русскоязычное издание: Дейт К. Д., Дарвен Х. Основы будущих систем баз данных: Третий манифест. — 2-е изд. — М.: Янус-К, 2004. — С. 656. — ISBN 5-8037-0183-1.
- Temporal Data & the Relational Model, ISBN 1-55860-855-9
- Database in Depth: Relational Theory for Practitioners, ISBN 0-596-10012-4
- Несколько изданий книги Relational Database Writings., ISBN 0-201-39814-1, ISBN 0-201-82459-0, ISBN 0-201-54303-6, ISBN 0-201-50881-8.
- SQL and Relational Theory, 2nd Edition: How to Write Accurate SQL Code, ISBN 1-4493-1640-9